# Verwaltungsgemeinschaft Genthin

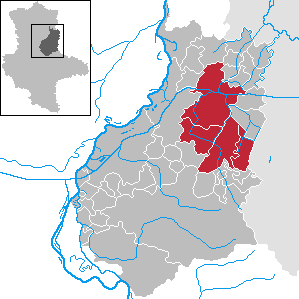
Lage der ehemaligen Verwaltungsgemeinschaft Genthin im Landkreis Jerichower Land

In der Verwaltungsgemeinschaft Genthin des Landkreises Jerichower Land in Sachsen-Anhalt (Deutschland) waren vier Gemeinden zur Erledigung ihrer Verwaltungsgeschäfte zusammengeschlossen. 
Auf einer Fläche von 224,17 km² lebten 16.290 Einwohner (31. Dezember 2007). Die Verwaltung befand sich am Marktplatz 3 in 39307 Genthin, Leiter der Verwaltungsgemeinschaft war Wolfgang Bernicke.

## Die Gemeinden mit ihren Ortsteilen
- Stadt Genthin mit Altenplathow, Fienerode Hagen, Hüttermühle, Mollenberg, Mützel, Parchen und Wiechenberg
- Gladau mit Dretzel und Schattberge
- Paplitz mit Gehlsdorf
- Tucheim mit Hof Königsrode, Holzhaus, Ringelsdorf und Wülpen

## Geschichte
Die erste VG Genthin bestand aus der Gemeinde Parchen und der Stadt Genthin. Am 30. April 2002 wurde diese vorerst aufgelöst, indem die Gemeinde Parchen in die Stadt Genthin eingegliedert wurde. Die VG wurde am 1. Januar 2005 zum zweiten Mal aus der vormals verwaltungsgemeinschaftsfreien Stadt Genthin und drei Gemeinden aus der aufgelösten Verwaltungsgemeinschaft Fläming-Fiener gebildet. Mit der Eingemeindung der drei Gemeinden in die Stadt Genthin am 1. Juli 2009 wurde die Verwaltungsgemeinschaft aufgelöst.
Koordinaten: 52° 24′ 0″ N, 12° 10′ 0″ O